# 拉塞尔·哈丁
拉塞尔·哈丁（1940年—2017年2月24日）是一位美国政治学家，1990年当选美国文理科学院院士，主要作品有《群体冲突的逻辑》（One for All: The Logic of Group Conflict）等。